# Ильяпель
Ильяпель (исп. Illapel) — город в Чили. Административный центр одноименной коммуны. Население города — 21 826 человек (2002). Город и коммуна входят в состав провинции Чоапа и области Кокимбо.
Территория — 2 629 км². Численность населения — 30 848 жителя (2017). Плотность населения — 11,7 чел./км².

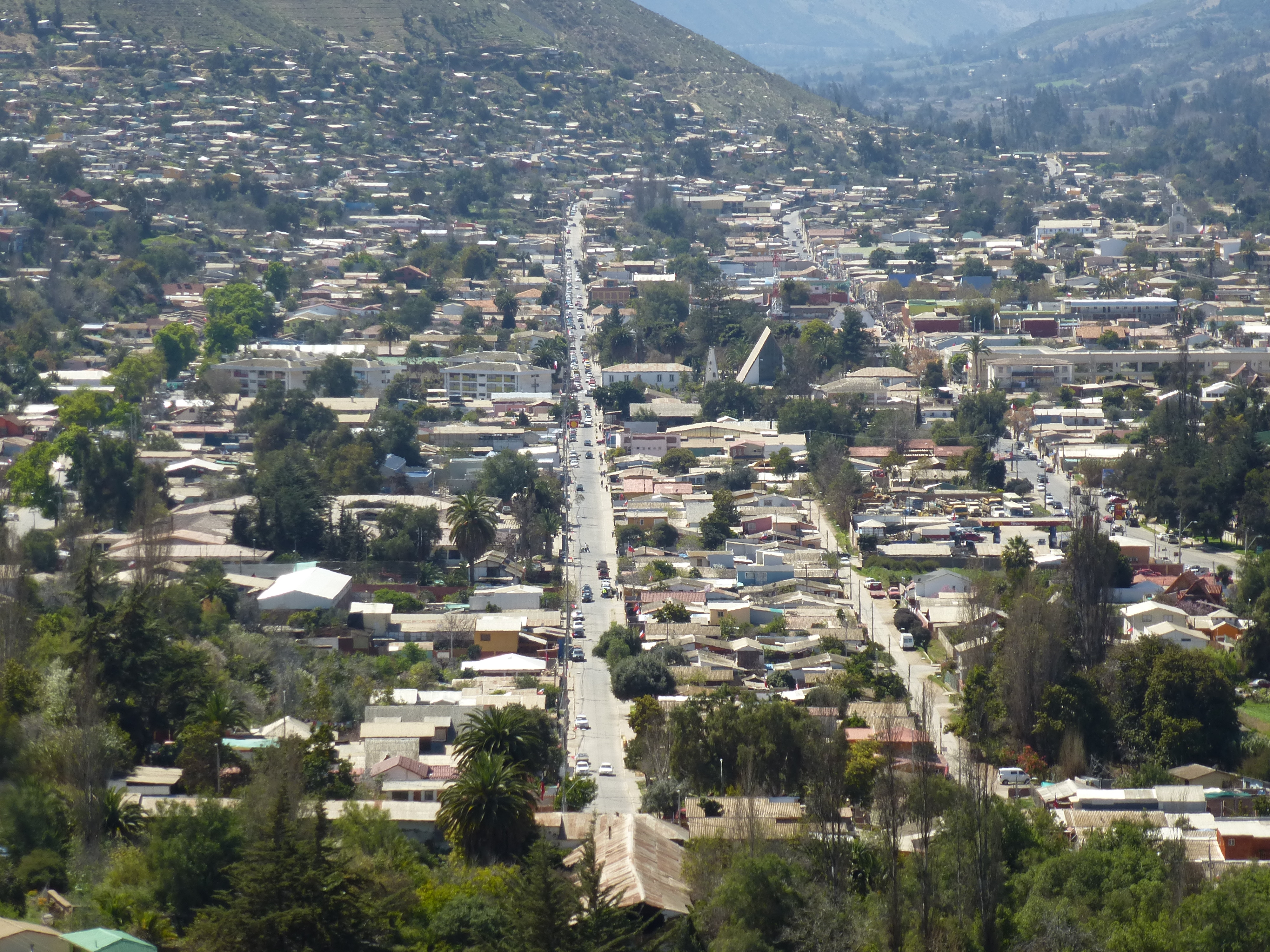
Вид на город.

## Расположение
Город расположен в 193 км на юг от адм. центра области города Ла-Серена.
Коммуна граничит:
- на севере — с коммуной Комбарбала;
- на востоке — с провинцией Сан-Хуан (Аргентина);
- на юго-востоке — с коммуной Саламанка;
- на юге — с коммуной Лос-Вилос;
- на западе — с коммуной Канела.

## Демография
Согласно сведениям, собранным в ходе переписи 2017 г. Национальным институтом статистики (INE), население коммуны составляет:
| Полное население                          | Полное население                          | Полное население                          | Полное население                          | Полное население                          | 30 848 |
| ----------------------------------------- | ----------------------------------------- | ----------------------------------------- | ----------------------------------------- | ----------------------------------------- | ------ |
| в том числе:                              | Городское население                       | 21 052                                    | Процент городского населения, %           | 68,24                                     |        |
|                                           | Сельское население                        | 9 796                                     | Процент сельского населения, %            | 31,76                                     |        |
|                                           | Мужское население                         | 14 739                                    | Процент мужского населения, %             | 47,78                                     |        |
|                                           | Женское население                         | 16 109                                    | Процент женского населения, %             | 52,22                                     |        |
| Плотность населения, чел/км²              | Плотность населения, чел/км²              | Плотность населения, чел/км²              | Плотность населения, чел/км²              | Плотность населения, чел/км²              | 11,7   |
| Население коммуны в % к населению области | Население коммуны в % к населению области | Население коммуны в % к населению области | Население коммуны в % к населению области | Население коммуны в % к населению области | 4,07   |

| Динамика изменения населения коммуны | Динамика изменения населения коммуны | Динамика изменения населения коммуны | Динамика изменения населения коммуны |
| ------------------------------------ | ------------------------------------ | ------------------------------------ | ------------------------------------ |
| 1992                                 | 2002                                 | 2012                                 | 2017                                 |
| 29007                                | 30355▲                               | 30598▲                               | 30848▲                               |

## Важнейшие населенные пункты[4]
| № | Населённый пункт  | Населённый пункт (исп.) | Категория | Население чел. (2002) | На карте                        |
| - | ----------------- | ----------------------- | --------- | --------------------- | ------------------------------- |
| 1 | Ильяпель          | Illapel                 | город     | 21826                 | 31°37′58″ ю. ш. 71°10′06″ з. д. |
| 2 | Лас-Каньяс-Уно    | Las Cañas Uno           | поселок   | 451                   | 31°43′50″ ю. ш. 71°15′26″ з. д. |
| 3 | Лас-Каньяс-Дос    | Las Cañas Dos           | поселок   | 231                   | 31°44′28″ ю. ш. 71°12′35″ з. д. |
| 4 | Канелильо-Альто   | Canelillo Alto          | поселок   | 207                   | 31°43′50″ ю. ш. 71°15′26″ з. д. |
| 5 | Асьенто-Вьехо     | Asiento Viejo           | поселок   | 164                   | 31°36′30″ ю. ш. 71°07′42″ з. д. |
| 6 | Канелильо-Бахо    | Canelillo Bajo          | поселок   | 161                   | 31°43′31″ ю. ш. 71°16′12″ з. д. |
| 7 | Куэста-Кавилолен  | Cuesta Cavilolén        | поселок   | 158                   | 31°44′22″ ю. ш. 71°17′56″ з. д. |
| 8 | Чоапа             | Choapa                  | поселок   | 158                   | 31°43′45″ ю. ш. 71°12′20″ з. д. |
| 9 | Ринкон-Эль-Ромеро | Rincón El Romero        | поселок   | 102                   | 31°24′44″ ю. ш. 71°03′30″ з. д. |